# Itancourt
Itancourt és un municipi francès situat al departament de l'Aisne i a la regió dels Alts de França. L'any 2007 tenia 1.120 habitants.

## Demografia

### Població
El 2007 la població de fet d'Itancourt era de 1.120 persones. Hi havia 410 famílies de les quals 64 eren unipersonals (32 homes vivint sols i 32 dones vivint soles), 115 parelles sense fills, 171 parelles amb fills i 60 famílies monoparentals amb fills.
La població ha evolucionat segons el següent gràfic:
Habitants censats

### Habitatges
El 2007 hi havia 430 habitatges, 416 eren l'habitatge principal de la família, 5 eren segones residències i 9 estaven desocupats. 423 eren cases i 7 eren apartaments. Dels 416 habitatges principals, 319 estaven ocupats pels seus propietaris, 94 estaven llogats i ocupats pels llogaters i 2 estaven cedits a títol gratuït; 11 tenien dues cambres, 48 en tenien tres, 94 en tenien quatre i 263 en tenien cinc o més. 321 habitatges disposaven pel capbaix d'una plaça de pàrquing. A 154 habitatges hi havia un automòbil i a 233 n'hi havia dos o més.

### Piràmide de població
La piràmide de població per edats i sexe el 2009 era:
| Homes | Edats   | Dones |
| ----- | ------- | ----- |
| 0     | 95 o +  | 0     |
| 4     | 90 a 94 | 0     |
| 0     | 85 a 89 | 4     |
| 8     | 80 a 84 | 8     |
| 16    | 75 a 79 | 12    |
| 32    | 70 a 74 | 32    |
| 4     | 65 a 69 | 20    |
| 32    | 60 a 64 | 20    |
| 24    | 55 a 59 | 20    |
| 36    | 50 a 54 | 24    |
| 40    | 45 a 49 | 48    |
| 36    | 40 a 44 | 60    |
| 44    | 35 a 39 | 36    |
| 32    | 30 a 34 | 36    |
| 32    | 25 a 29 | 16    |
| 12    | 20 a 24 | 8     |
| 44    | 15 a 19 | 52    |
| 48    | 10 a 14 | 60    |
| 68    | 5 a 9   | 28    |
| 20    | 0 a 4   | 28    |

## Economia
El 2007 la població en edat de treballar era de 739 persones, 519 eren actives i 220 eren inactives. De les 519 persones actives 476 estaven ocupades (252 homes i 224 dones) i 43 estaven aturades (14 homes i 29 dones). De les 220 persones inactives 87 estaven jubilades, 79 estaven estudiant i 54 estaven classificades com a «altres inactius».

### Ingressos
El 2009 a Itancourt hi havia 420 unitats fiscals que integraven 1.159 persones, la mediana anual d'ingressos fiscals per persona era de 19.147 €.

### Activitats econòmiques
Dels 25 establiments que hi havia el 2007, 3 eren d'empreses alimentàries, 2 d'empreses de fabricació d'altres productes industrials, 3 d'empreses de construcció, 3 d'empreses de comerç i reparació d'automòbils, 2 d'empreses de transport, 2 d'empreses d'hostatgeria i restauració, 1 d'una empresa d'informació i comunicació, 1 d'una empresa financera, 1 d'una empresa immobiliària, 2 d'empreses de serveis, 4 d'entitats de l'administració pública i 1 d'una empresa classificada com a «altres activitats de serveis».
Dels 3 establiments de servei als particulars que hi havia el 2009, 1 era una lampisteria, 1 electricista i 1 perruqueria.
Dels 3 establiments comercials que hi havia el 2009, 1 era una gran superfície de material de bricolatge, 1 una botiga de menys de 120 m² i 1 una joieria.
L'any 2000 a Itancourt hi havia 5 explotacions agrícoles que ocupaven un total de 515 hectàrees.

## Equipaments sanitaris i escolars
El 2009 hi havia una escola elemental.

## Poblacions més properes
El següent diagrama mostra les poblacions més properes.